# Історія євреїв у Любліні
Історія євреїв у Любліні налічує близько 700 років, і на рік довша від наявності в Любліна міських прав. В ній були і тривалі періоди релігійної терпимості та процвітання для єврейської громади, і майже повне винищення (Голокост) під час окупації Польщі нацистською Німеччиною. Протягом усього цього періоду Люблін був символом єврейської ортодоксії, розвитку івриту та їдишу, а також розвитку єврейської освіти. Саме тому місто часто називали «Єврейським Оксфордом» або «Єрусалимом Королівства Польського».

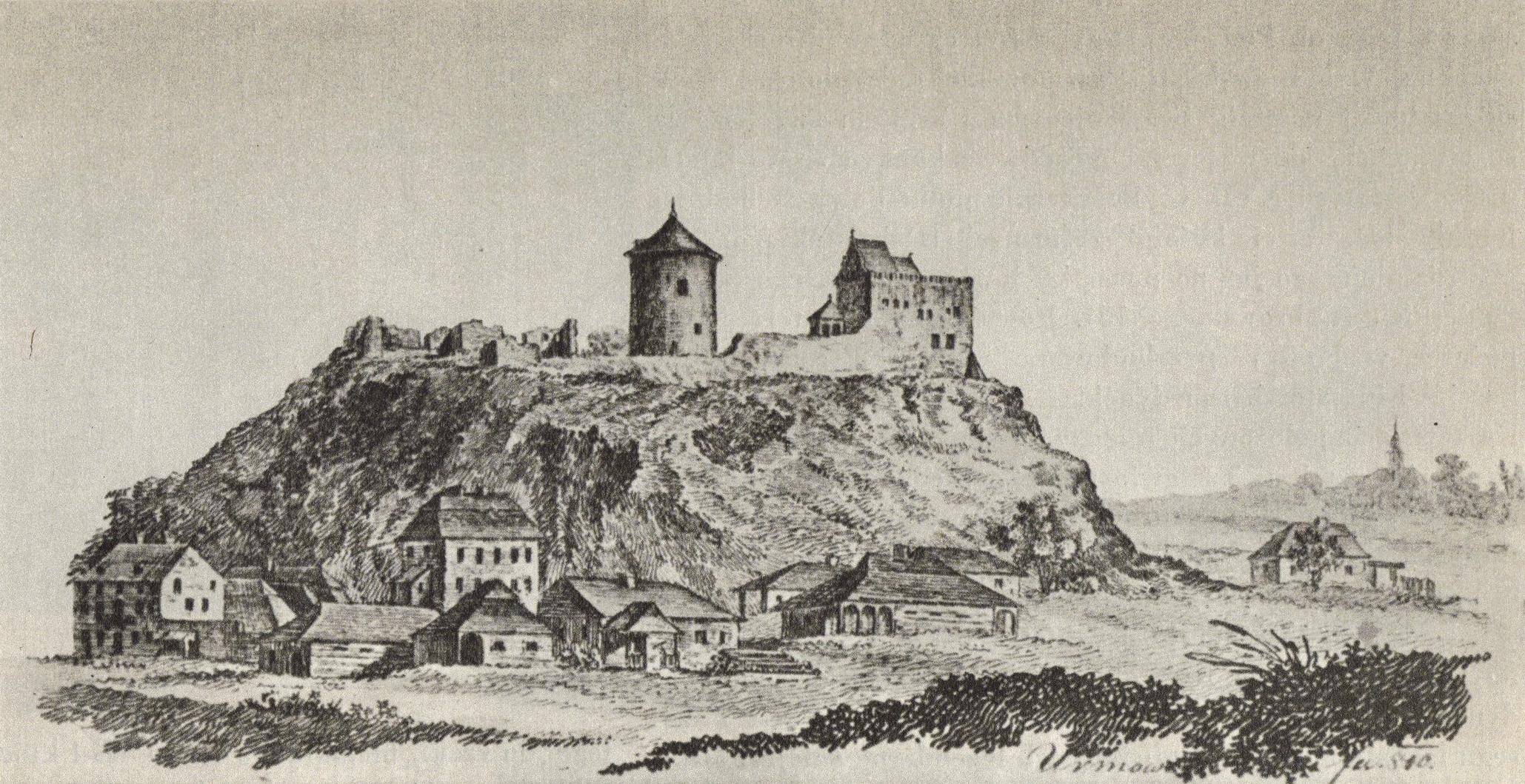
Єврейський квартал та люблінський замок на малюнку 1810 року

## Середньовіччя
Перша згадка про єврейське населення, яке постійно проживає у Любліні, датується 1316 роком. Вони жили у визначеному районі на околиці міста, відомому під назвою «Єврейські піски» (пол. Piaski Żydowskie).
Ймовірно, у 1336 році виникла самоврядна єврейська громада, яка тоді налічувала кілька десятків євреїв. У той же час король Казимир III Великий надав привілей, що дозволив євреям селитися на схилах Замкового пагорба — на Підзамчу. Згодом тут виник цілий єврейський квартал. У 1453 році король Казимир IV надав євреям Любліна привілеї вільної торгівлі.
У 1475 році в Любліні знайшов притулок обвинувачений у ритуальному вбивстві християнського хлопчика рабин Якоб, який мусив утікати з Тренто.

## XVI—XVII століття
На рубежі шістнадцятого та сімнадцятого століть відбувся найбільший розвиток люблінської єврейської громади. У цей час вона отримала низку королівських привілеїв, серед яких і дозвіл побудувати нову муровану синагогу та лікарню. У 1518 році з ініціативи Шалома Шахни була відкрита єшива, яка в 1567 році була прирівняна до інших університетів, а її очільник став носити титул ректора. Цей заклад швидко став популярним серед євреїв Європи.
У 1523 році люблінські євреї отримали рівні права і привілеї з мешканцями міста в обмін на участь в будівництві укріплень навколо міста. Протягом цього ж періоду почали проводитися численні ярмарки. На них з усієї Польщі з'їжджалося багато єврейських купців, які дуже швидко стали процвітати. Вони становили серйозну конкуренцію для християнських купців. Останні зуміли отримати у короля Сигізмунда Старого привілей De non tolerandis Judaeis, який істотно обмежив (а фактично — заборонив) прихильникам юдейської віри економічну діяльність і постійне поселення в межах міських стін. Таке відокремлення зберігалось аж до 1862 року.
У 1547 році з ініціативи Хаїма Шварца відкрилася перша в Любліні та одна з перших в Польщі єврейська друкарня. Друга друкарня запрацювала у 1578 році стараннями Калонімуса, сина Мордехая Яффе. Обидві стали дуже популярними як у тогочасній Польщі, так і на теренах усієї Центральної Європи.
Від 1555 року в офіційних документах згадується єврейський цвинтар, пізніше названий Старим. Разом з тим, поховання відбувались тут і раніше, починаючи від кінця XV століття.
Одним із найбільших досягнень єврейського кагалу того часу стала побудова єшиви, а також спорудження Великої синагоги, пізніше названої Магаршала — на честь люблінського рабина і ректора єшиви Шломо Лурії. У 1580 році розпочав свою діяльність діючий до 1764 року Сейм Чотирьох Земель (івр. ועד ארבע ארצות).
Протягом XVI століття в місті працювали багато видатних талмудистів, серед яких Єгуда Лейбел бен Меїн Ашкеназі, Мордехай Яффе та Меїр бен Ґедалія. У 1568 році єврейське населення Любліна становило близько 500 осіб. Того ж року єврейський квартал отримав привілей De non tolerandis Christianis.
За легендою, у 1587 році на тлі загального ентузіазму рабин Саул Валь, який тоді перебував у Любліні, був проголошений шляхтою королем. Його правління мало тривати тільки одну ніч, за яку він видав багато нових прав і привілеїв, щоб поліпшити становище євреїв у Польщі.
На 1602 рік у Любліні проживало близько 2000 євреїв. У 1616 році вони збудували ще одну синагогу, названу на честь люблінського рабина Меїра бен Ґедалії Синагогою Магарама.
Найтрагічнішою подією того часу в історії люблінського кагалу став наїзд московсько-козацького війська у 1655 році. Тоді, за даними історика Маєра Балабана було вбито близько 2700 євреїв, зруйновано і єврейський квартал, і синагогу. Наїзд шведів у наступному, 1656 році, довершив руйнування. Євреї, яким вдалося врятуватися, мусили винаймати помешкання в межах християнської частини Любліна. Цим скористалися міщани, які суттєво підняли ціни на оренду житла.
У XVII столітті значна кількість євреїв почала також заселяти Каліновщизну, яка була підкагалом люблінського кагалу. Незабаром біля теперішньої вулиці Товарової була збудована синагога.

## XVIII та XIX століття
У другій половині XVIII століття єврейська спільнота зуміла відродитися (чому посприяло, серед іншого, підтвердження в 1703 році Августом II колишніх привілеїв євреїв) і вже в 1787 році тут мешкав 4231 юдей. Євреї також почали селитися в Пясках, де в них була окрема синагога, і у Веняві, де теж була синагога.
У 1759 році в Любліні перебував Яків Франк, що викликало незадоволення ортодоксальної єврейської спільноти міста. Суттєвого поширення франкізм тут не отримав. Частина його прихильників охрестилася і асимілювалася з польською культурою.
На початку XIX століття в Любліні завдяки старанням Якуба Іцхака Горовіца («Провидця з Любліна») розпочалося стрімке поширення хасидизму. В 1794 році він відкрив власну синагогу. Вона стала першою легальною хасидською божницею в центральній Польщі.
У 1829 році на теперішній вулиці Валечних закладено Новий єврейський цвинтар.
У 1854 році внаслідок вкрай поганого технічного стану завалилася стеля синагоги Магаршала. Її відбудову закінчено лише 1866 року; від старої споруди залишилися тільки попередні контури зовнішніх стін.
Незабаром виникла місцева хасидська династія цадиків, яку заснував Єгуда Лейб Ейґер, званий Цадиком, Який Плаче. Він же заснував свою синагогу в своєму будинку — на вулиці Шерокій, 40. У 1886 році з ініціативи багатих євреїв був збудований єврейський шпиталь, розташований на вулиці Любартовській, 81. Станом на 1939 рік він був найсучаснішою лікарнею в тогочасній Польщі.
У 1862 році було видано декрет, який зрівнював у правах євреїв та неєвреїв Польського царства, внаслідок чого єврейська еліта почала заселятися в центрі міста та на Краківському передмісті.
У 1865 році в Любліні жило вже 12 992 юдеї, що становило 59,2 % всього населення міста. Тоді ж з'явився прошарок єврейської інтелігенції, яка прихильно ставилася до культурної асиміляції з польським населенням. Однак більшість спільноти становили бідні, з низьким рівнем освіти, релігійні та майже цілком відірвані від польської культури євреї, які, як і їх предки, продовжували мешкати навколо замку.
Наприкінці XIX століття в Любліні діяли 43 хедери.

## 1900—1939
Кінець XIX і початок XX століття ознаменувався значним розвитком єврейської науки, політики, культурного життя. Саме тоді різні суспільні групи, хасидські спільноти та професійні організації почали відкривати власні приватні божниці. Такі синагоги найчастіше розміщувалися на перших поверхах кам'яниць або в офіцинах.
У 1908 році виникло єврейське громадсько-культурне товариство «Ha-Zomir», а у 1910 році — товариство поширення єврейської мови та культури «Chowej Sfos Ewer». Діячі «Га-Зоміру» у 1908 році відкрили власну синагогу на вулиці Рибній, 8.
Від 1915 року Люблін був окупований Австро-Угорською армією. Нова влада ліберально ставилась до євреїв. У 1916 році почала виходити перша єврейська газета — польськомовна «Myśl Żydowska» (укр. Єврейська думка).
У 1917 році до складу люблінського кагалу увійшов венявський кагал.

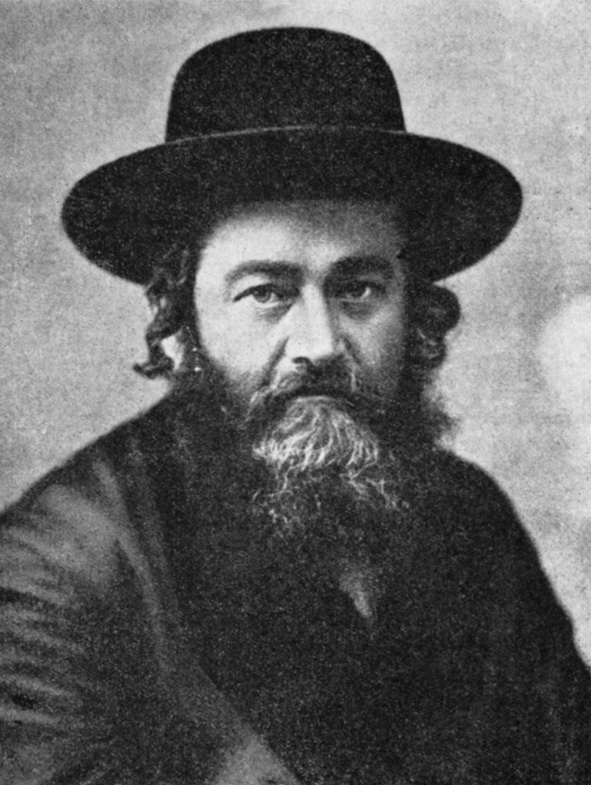
Маєр Єгуда Шапіро

Після закінчення І Світової війни і отримання Польщею незалежності настав найбільший в історії розвиток єврейського життя в Любліні. Відкрито кілька шкіл, численні організації, аматорські театри, бібліотеки та культурні клуби. Відкривались і різні виробництва.
У 1921 році відбувся черговий перепис населення. Єврейську національність задекларували близько 56 % мешканців Любліна. Протягом наступних років унаслідок природного приросту та еміграційних процесів їх відсоток зменшувався. У 1931 році тут проживало 38 937 євреїв, тобто 34,6 % від загальної кількості люблінян.
У 1930 році з ініціативи Маєра Шапіра відбулось урочисте відкриття Люблінської єшиви, найбільшої та найпрестижнішої школи рабинів у світі. В її корпусі розміщувалася синагога, бібліотека з багатою колекцією книг (22 тисячі позицій, переважно рабінічна література) і періодики (10 тисяч). В підвалі була «найкошерніша з усіх кошерних мікв на світі».
У 1930 році помер цадик Ізраель Ейґер, наступником якого став його молодший брат Соломон Ейґер. Він же після смерті Маєра Шапіра став ректором Єшиви Хахмей Люблін.
У 1936 році з ініціатив Бунду розпочалось будівництво Єврейського народного дому, але його спорудження перервала ІІ Світова війна. Перед війною в Любліні мешкало 42 830 юдеїв, що становило 31 % від загальної кількості жителів Любліна. Єврейський кагал мав у своєму розпорядженні три цвинтарі, одинадцять синагог, лікарню, дві мікви, кілька десятків шкіл (в тому числі Талмуд-Тора і Явна), бібліотеку Тарбуту та низку інших установ. Окрім того, діяло ще близько 100 приватних божниць. Видавалася щоденна газета «Lubliner Togblat».

## ІІ Світова війна

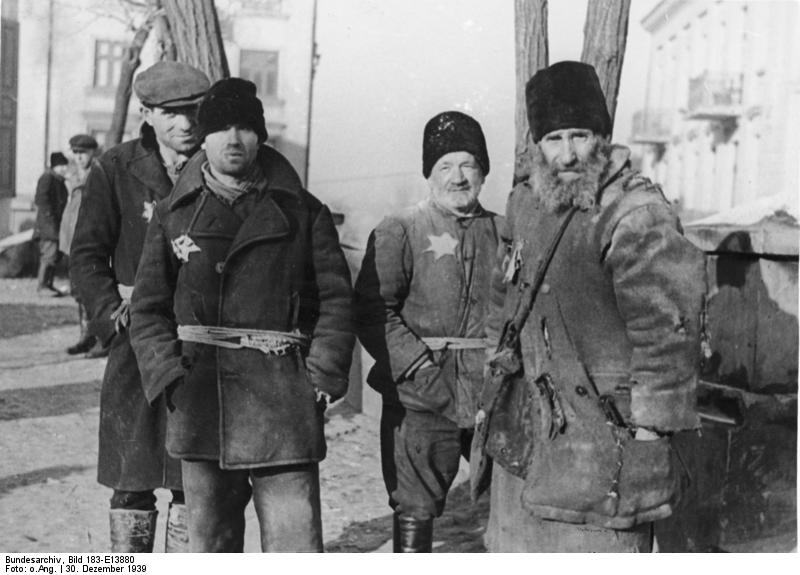
Євреї з люблінського гетто, 30 грудня 1939 року

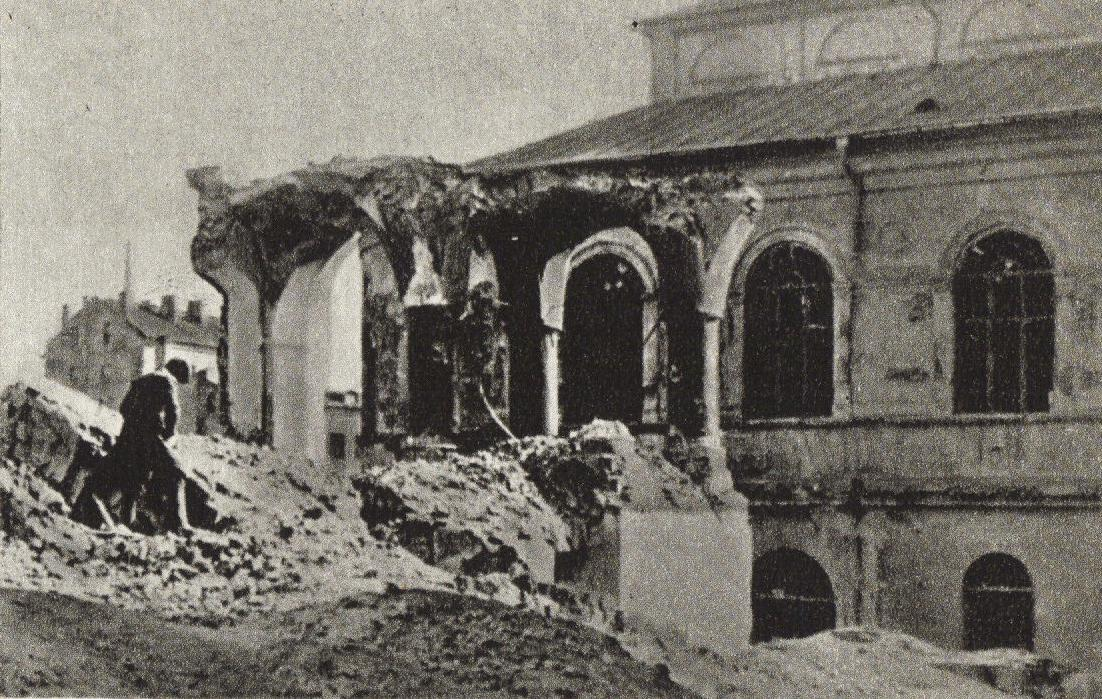
Знищення єврейського кварталу гітлерівцями у 1942-43 роках

Під час ІІ Світової війни, після вторгнення німецьких військ до Любліна, почалися масові переслідування осіб єврейського походження. У січні 1940 року створено Юденрат, який очолив Марк Альтен (пол. Mark Alten). У березні 1941 року нацисти організували гетто на території єврейського кварталу. В ньому перебували 34 тисячі євреїв. Крім того, у місті діяли ще 6 менших таборів, а в передмісті — величезний концтабір Майданек.
Внаслідок заборони на масові богослужіння в синагозі Магаршала знаходився притулок для убогих і переселенців, а також їдальня для бідняків. В Єшиві розмістилася штаб-квартира військової жандармерії. Більшість книг із багатої колекції Єшиви були у 1940 році публічно спалені нацистами. Найдорожчі видання вони перенесли до міської бібліотеки ім. Лопачинського і музею. Подальша доля тих книг маловідома.
Драматична доля чекала і на будинок Єврейської лікарні. З нього вивезли усю цінну медичну апаратуру, а 27 березня 1942 року гітлерівці вбили всіх пацієнтів і частину персоналу закладу.
На межі березня та квітня 1942 року близько 30 тисяч осіб було вивезено до Белжецького табору смерті, а 4 тисячі — до Майдану Татарського. Наступну велику винищувальну акцію проведено у вересні 1942 року, коли німці розстріляли на місці близько 2000 людей. Наступну, в якій загинуло понад 1800 осіб — у жовтні того ж року. Останніх люблінських євреїв було вивезено до Майданку в листопаді 1942 року. Того ж року гітлерівці підірвали синагогу Магаршала, від якої залишилися одні руїни та біма (розібрані в повоєнний час).
Протягом 1942—1943 років німці проводили фізичне руйнування єврейського гетто, використовуючи для цього працю в'язнів з концтабору на Майданку. Під час окупації загинула значна частина єврейської спільноти Любліна, окрім того, нацисти знищили більшість її культурної та матеріальної спадщини.

## 1944—1989
Після того, як у 1944 році Люблін зайняли радянські війська, тут було сформовано першу післявоєнну єврейську організацію — Центральний комітет польських євреїв. Мета комітету полягала на реєстрації та допомозі євреям, які пережили Голокост. Незабаром виник сиротинець для дітей, що вижили в Майданку. У 1945 році в Любліні проживало 4553 євреїв, але це число швидко зменшувалося внаслідок масової еміграції до нововиниклої держави Ізраїль. Після Келецького погрому (4 липня 1946) виїзд євреїв із Польщі суттєво прискорився. Через суттєве зменшення кількості єврейського населення в місті у 1949 році було зачинено початкову школу Poalej Syjon.
Монументальний будинок колишньої Єшиви Хахмей Люблін зайняла Медична академія і до 2005 року використовувала його як Collegium Maius. В Єврейській лікарні організовано гінекологічно-пологову клініку, а Новий єврейський цвинтар було поділено на дві частини площею 3,5 гектари кожен внаслідок будівництва дороги через його середину.

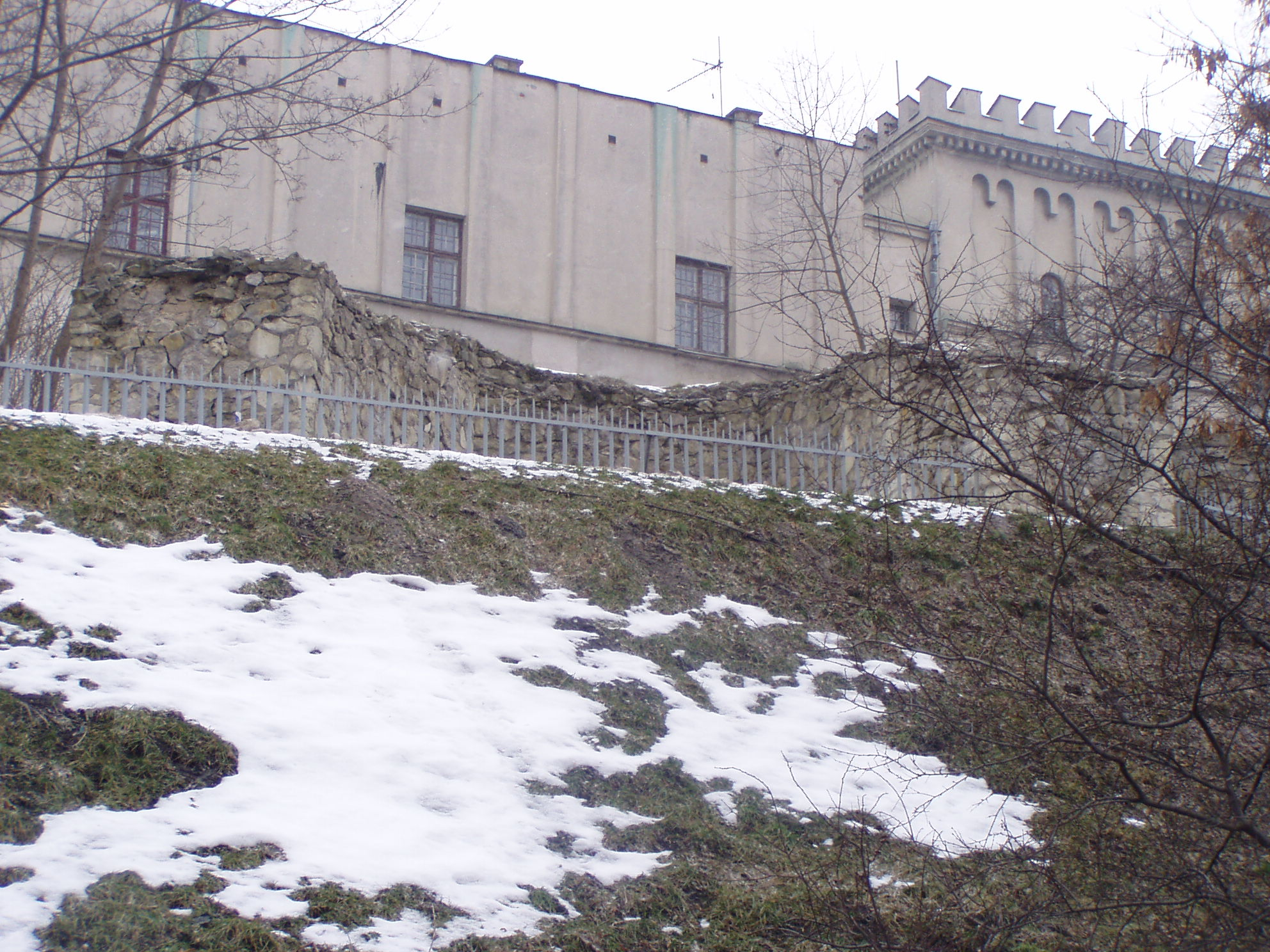
Руїни Єврейської башти

У 1954 році за розпорядженням міської влади були до кінця розібрані руїни синагоги Магаршала. Єдиною діючою синагогою на той час була божниця Хевра Носім. У 1984 році внаслідок відсутності міньяну тут було припинено богослужіння — як суботні, так і святкові. У 1987 році її було відремонтовано і епізодично почали виконуватися релігійні обряди. В головній залі утворено Палату пам'яті євреїв Любліна, в якій представлені предмети для богослужінь, фотографії, документи, старі книги, таблиці пам'яті поляків, які допомагали євреям під час німецької окупації та інші цікаві експонати.
Суттєве зменшення кількості євреїв у Любліні відбулося після подій у березні 1968 року. Припинила свою діяльність низка товариств і організацій. У місті залишилось лише кілька десятків євреїв.
Наприкінці 1980-х років Новий єврейський цвинтар взяла під опіку Фундація Сари і Манфреда Френклів. У 1989 році його було внесено до реєстру пам'яток. Також було збудовано приміщення з Палатою пам'яті та маленьку божницю. Тоді ж на більшості збережених об'єктів єврейської культурної спадщини були почеплені спеціальні інформаційні таблиці.

## Після 1989
Від 1990-х років культурне та релігійне життя люблінських євреїв (яких у 1990 році тут жило лише 10) поволі відроджується.
Єврейська спільнота зустрічалася під час релігійних свят в Палаті пам'яті євреїв Любліна. Проводились регулярні курси івриту — як для осіб єврейського походження, так і для просто зацікавлених. В приміщеннях Палати пам'яті відбувались виставки та експозиції на теми, що стосуються люблінської єврейської спільноти.
29 червня 2001 року було відкрито Шлях пам'яті люблінських євреїв пол. (Szlak Pamięci Żydów Lubelskich). Траса довжиною два з половиною кілометри пролягає повз 13 об'єктів та місць, пов'язаних із історією єврейської общини Любліна. Шлях розпочинається біля Замкового пагорба, де раніше знаходився єврейський квартал, а закінчується біля Брами Ґродської в Старому місті, де була межа цього кварталу.

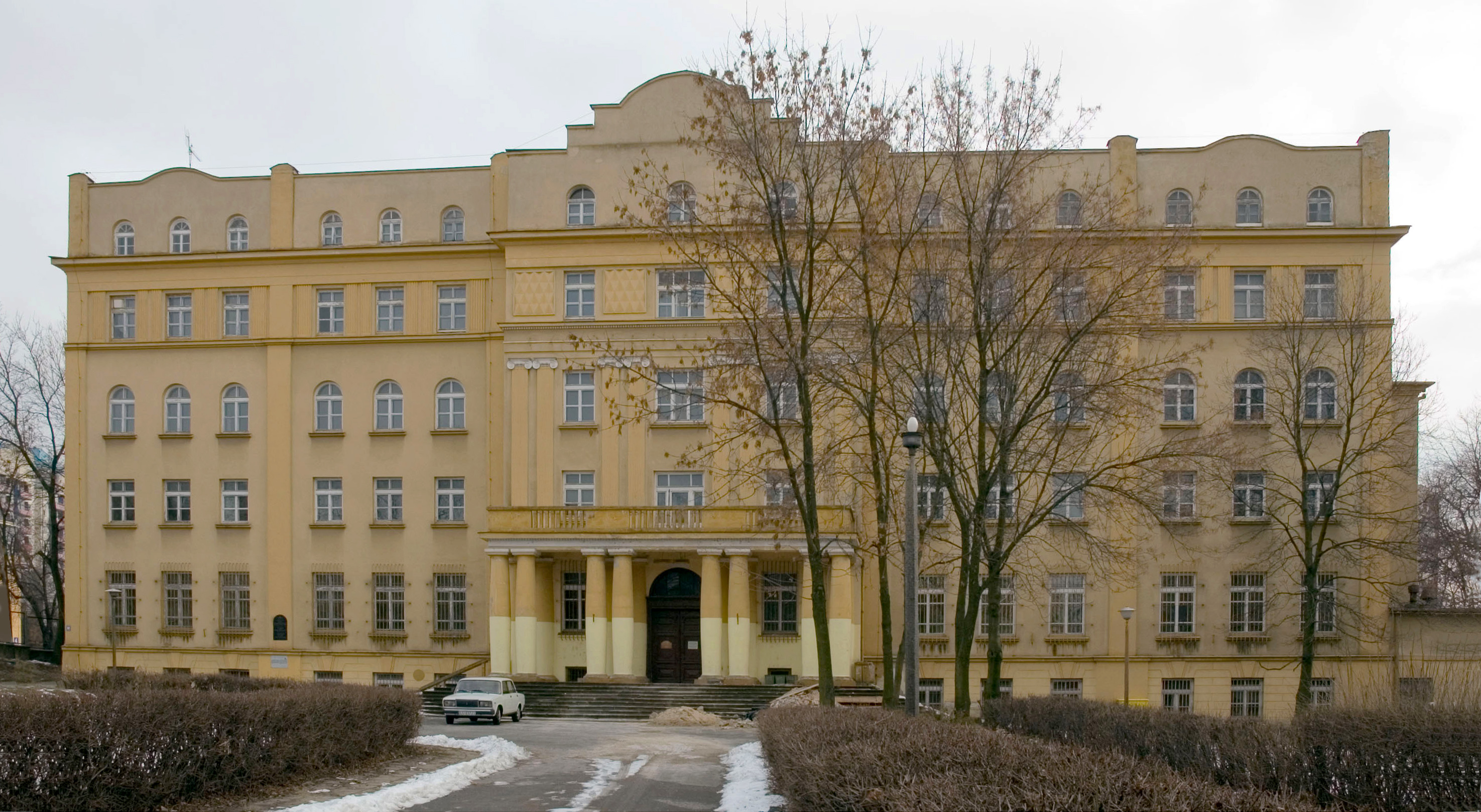
Єшива у 2006 році

Суттєвий розвиток єврейської спільноти Любліна розпочався від 2003 року, коли місцевий кагал отримав право власності на Єшиву Хахмей Люблін і став проводити ремонт споруди.
22 січня 2006 року в одному з менших приміщень на першому поверсі Єшиви, одразу після перенесення до будівлі кабінетів люблінської філії варшавського кагалу, було відкрито тимчасову молитовну залу. Від моменту створення і до часу урочистого відкриття головної синагоги в Єшиві саме вона використовувалася місцевою спільнотою для богослужінь.
11 лютого 2007 року в Єшиві була повторно відкрита синагога, яка служить як місцевим євреям, так і хасидам та єврейським туристам, які відвідують місто. В залах, що примикають до синагоги, можна побачити експозицію, яка показує історію Єшиви та розповідає про її засновника, рабина Маєра Шапіра. Станом на 2007 рік в Любліні проживало понад 20 євреїв, і їх кількість поволі збільшувалась. Керівником люблінського кагалу є Роман Літман (пол. Roman Litman).

## Об'єкти, пов'язані з євреями Любліна, що існують дотепер

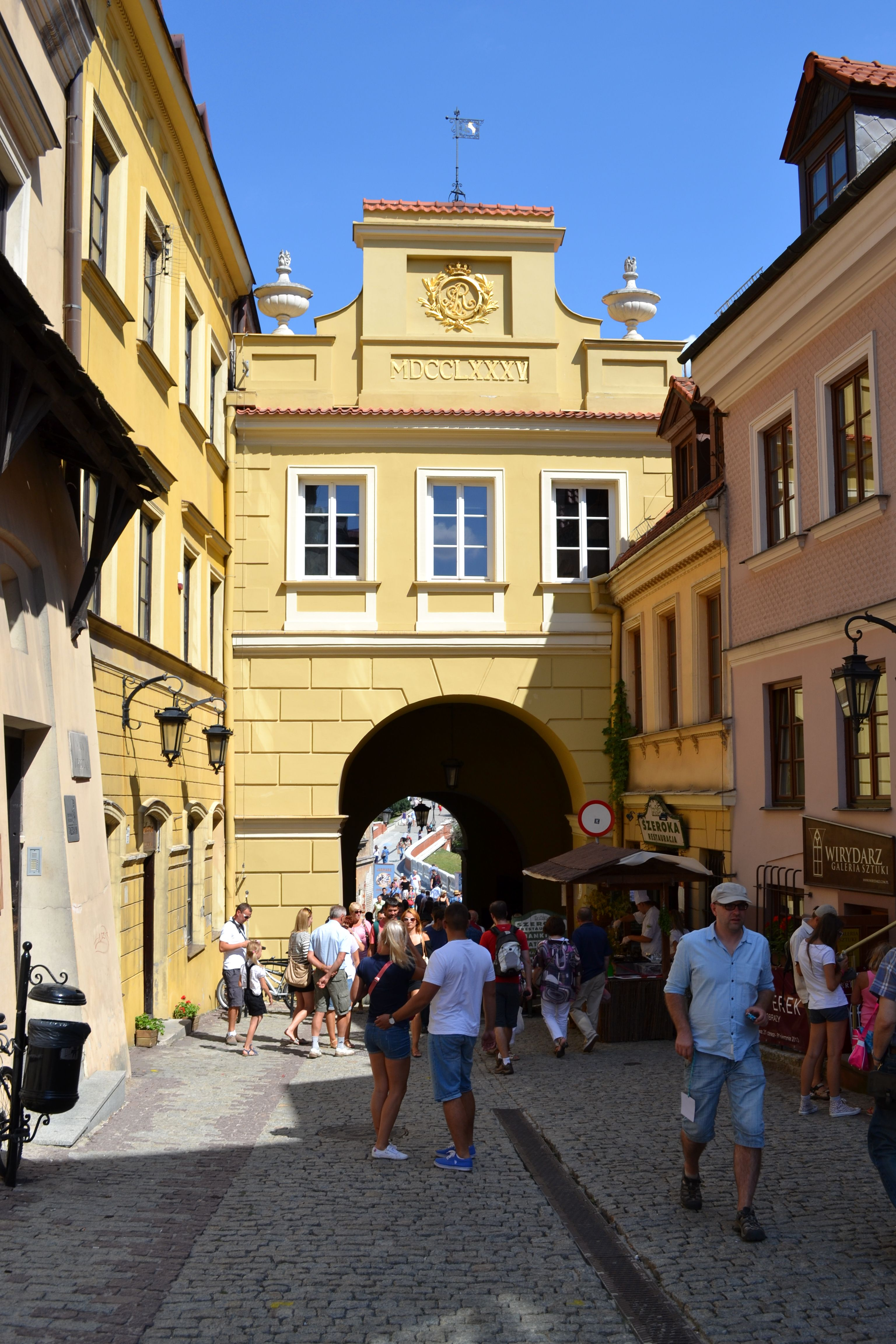
Брама Ґродська

- Синагога Хевра Носім[pl] — одна з трьох діючих синагог міста. Знаходиться в будинку по вулиці Любартовській, 10.
- Єшивас Хахмей Люблін — заснована рабином Маєром Єгудою Шапіром у 1930 році і була найбільшою талмудичною школою світу. Знаходиться на вулиці Любартовській, 85.
- Єврейський шпиталь[pl] — лікарня, що раніше належала єврейській спільноті. Зараз тут розташовується пологово-гінекологічна клініка. Знаходиться на вулиці Любартовській, 81.
- Єврейський народний дім[pl] — збудований протягом 1936—1939 років з ініціативи Бунду, організації лівого спрямування. Знаходиться на розі вулиць Чвартек і Школьної.
- Єврейський дім старців і сиріт[pl] — у ньому розташовувались приміщення, призначені як для сиріт, так і для старців. Крім того, тут були кабінети Люблінського кагалу. Знаходиться на вулиці Ґродській, 11.
- Брама Ґродська, яка також називалась Жидівською брамою — протягом століть відокремлювала єврейську частину міста від християнської.
- Старий єврейський цвинтар[pl] — найстаріший єврейський цвинтар в Любліні та один із найстаріших в Польщі. Розташовується на вулиці Сєнній.
- Новий єврейський цвинтар[pl] — єдиний діючий єврейський цвинтар міста. Розташований на вулиці Валечних.
- Будинок Центрального комітету євреїв у Польщі та Воєводського комітету євреїв у Любліні — на розі вулиць Рибної і Новорибної. До 1945 року тут розташовувався Центральний комітет євреїв у Польщі, а протягом 1945—1949 років — Воєводський комітет євреїв у Любліні.
- Меморіальна таблиця на місці, де раніше стояла синагога Магаршала. Знаходиться на Алеї Тисячоліття біля замку.
- Меморіальна таблиця із планом колишнього єврейського кварталу. Знаходиться на Замковій площі.
- Меморіальна таблиця на замку на честь осіб, страчених в ньому під час Другої світової війни[pl].
- Меморіальна таблиця на честь цадика Якуба Іцхака Горовіца[pl]. Знаходиться на будинку на Замковій площі, 10.
- Пам'ятник жертв люблінського гетто, відкритий у 1962 році.
- Руїни Жидівської башти — оборонної споруди, якою, ймовірно, опікувались євреї.

## Окремі видатні представники єврейської спільноти Любліна

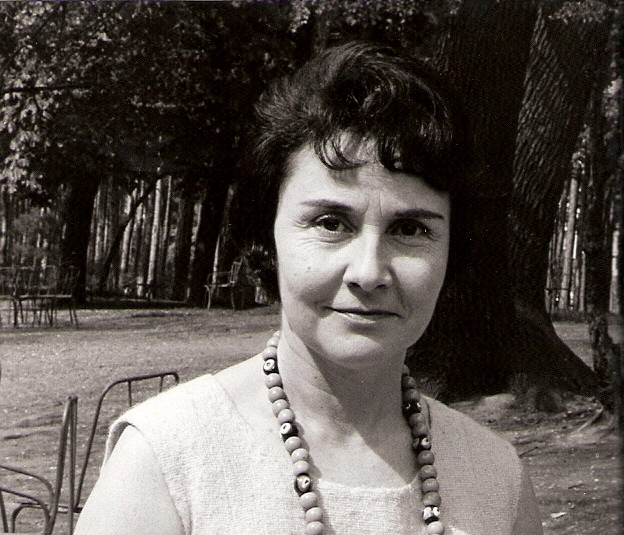
Анна Ланґфус

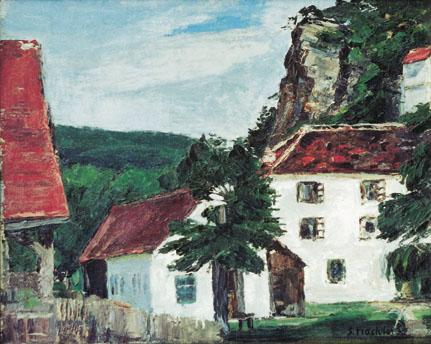
Казімеж-Дольни на картині Симхе Трахтера

- Якуб Іцхак Горовіц[pl] (1745—1815) — хасидський рабин, очільник хасидського руху.
- Єгуда Лейб Ейґер[pl] (1813—1888) — рабин, люблінський цадик, засновник хасидської династії з Любліна[pl].
- Абрагам Ейґер[pl] (1847—1914) — рабин і вчений, протягом 1882—1914 років — люблінський цадик.
- Ізраель Ейґер[pl] (пом. 1930) — рабин і вчений, протягом 1914—1930 років — люблінський цадик.
- Шломо Ейґер[pl] (1871—1942) — рабин і вчений, протягом 1930—1942 років — люблінський цадик.
- Шломо Лурія (1510—1574) — ашкеназійський рабин, знавець і коментатор Галахи і Талмуду.
- Маєр Шапіро[en] (1887—1933) — люблінський рабин, засновник Єшиви Хахмей Люблін.
- Францішка Арнштайнова (1865—1942) — поетка.
- Марек Арнштайн[pl] (1855—1930) — лікар, видатний громадський та політичний діяч.
- Мальвіна Меєрсон[pl] (1839—1921) — авторка низки повістей польською мовою.
- Еміль Меєрсон[pl] (1859—1933) — філософ.
- Анна Ланґфус[pl] (1920—1966) — французька письменниця, лауреат Гонкурівської премії 1962 року.
- Шалом Шахна[pl] (1510—1558) — люблінський рабин, відомий талмудист і вчений.
- Симхе Трахтер (1893—1942) — художник.
- Цві-Гірш бен Захарія Мендель[pl] (пом. 1690) — рабин і вчений.
- Єгуда Лейбель бен Меїр Ашкенази[pl] (пом. 1597) — відомий талмудист і вчений.
- Шлома Гершенгорн[pl] (1888—1953) — лікар, громадський діяч, член Бунду.
- Саул Валь[pl] (1541—1617) — за легендою, одноденний король Польщі.
- Яків Хонігсман (1922—2008) — радянський та український економіст та історик.

## Єврейський Люблін в культурі
Ісаак Башевіс Зінґер, лауреат Нобелівської премії з літератури, у своїх творах регулярно піднімав тему довоєнного Любліна. Детальний образ міста повстав у його повісті «Чарівник із Любліна».
Серед письменників, що писали на тему єврейського Любліна: Мартін Бубер — «Ґоґ і Маґоґ», Альфред Деблін — «Подорож Польщею», Їржі Ланґер — «Дев'ять брам до таємниць хасидів», низка інших авторів.
Кулінарною візитівкою Любліна став цебуляж, який походить із єврейської кухні.